# 藤里町立藤里小学校
藤里町立藤里小学校（ふじさとちょうりつ ふじさとしょうがっこう）は、秋田県山本郡藤里町にあった公立小学校。閉校時点の児童数は90名。

## 概要
- 本校は藤里町内唯一の小学校で、町内全域を学区とした。

## 沿革
- 1971年（昭和46年）12月9日 - 藤琴・粕毛・大沢の各小学校を統合し、藤里小学校開校。
- 1974年（昭和49年）4月1日 - 新校舎が鳥谷場に完成。
- 2003年（平成15年）10月 - 町内全小学校・幼稚園・保育所のホームページ開設。
- 2010年（平成22年）8月 - 教室A棟と屋内運動場の耐震補強工事竣工[2]。
- 2022年（令和4年）7月10日 - 閉校式挙行[3]。
- 2023年（令和5年）
  - 3月11日 - 最後の卒業式挙行。最後の卒業生は15名[1]。
  - 3月20日 - 閉校式と校旗返納式挙行[4]。
  - 3月31日 - 藤里町立藤里中学校と統合した藤里町立義務教育学校藤里学園開校により、閉校。

## 学区
- 藤里町全域。

## 周辺
- 青森県道・秋田県道317号西目屋二ツ井線
- 藤琴川
- 藤里町学校給食センター
- 藤里町役場
  - 三世代交流館
- 藤琴郵便局